# AmnesiA
AmnesiA is een Nederlandse film uit 2001 geschreven en geregisseerd door Martin Koolhoven. De film ging in première op het international filmfestival van Rotterdam. De opnames werden grotendeels gemaakt in België. Fedja van Huêt (die als tweeling een dubbelrol speelde) won een Gouden kalf voor Beste Acteur. Sacha Bulthuis werd genomineerd voor Beste Actrice.
AmnesiA kreeg een kleine commerciële uitgave in New York.

## Verhaal
Alex is een jonge fotograaf die met zichzelf in de knoop ligt. Telkens als hij een foto wil maken ziet hij door zijn lens een jonge vrouw. Op een dag krijgt hij een telefoontje van zijn tweelingbroer Aram, die hem vraagt naar huis te komen. Hun moeder is al een tijd ziek en het lijkt steeds minder goed te gaan. Alex ziet ertegen op om zijn dominante broer onder ogen te komen en problemen uit het verleden op te rakelen.
Onderweg naar huis vindt Alex de mysterieuze pyromane Sandra in zijn auto. Hij besluit haar mee naar zijn ouderlijk huis te nemen.

## Rolverdeling
| Acteur             | Personage               |
| ------------------ | ----------------------- |
| Fedja van Huêt     | Alex/Aram               |
| Erik van der Horst | Jonge Alex/Aram         |
| Carice van Houten  | Sandra                  |
| Theo Maassen       | Wouter                  |
| Sacha Bulthuis     | Moeder van Alex en Aram |
| Cas Enklaar        | Eugene                  |
| Eva Van Der Gucht  | Esther                  |